# یادرانکا کوسور
یادرانکا کوسور  (انگلیسی: Jadranka Kosor؛ زاده ۱ ژوئیهٔ ۱۹۵۳) سیاست‌مدار اهل کرواسی است.